# Детонационно налягане
Детонационно налягане – налягането във фронта на детонационната вълна в заряда взривно вещество (ВВ).
При преминаването на детонационната вълна налягането нараства скокообразно, за повечето ВВ налягането на детонация е от 50 до 260 kbar (5000 – 26000 MPa). Налягането на детонация е важен показател за ефективността на използваното ВВ. От неговата величина и продължителност на действие зависят формата и величината на полезната работа на взрива. Колкото по-голямо е детонационното налягане, толкова по-голямо е дробящото (бризантно) действие на взрива. Колкото по-голямо е времето на действие, толкова е по-голямо разбиващото и метателното (фугасно) действие на взрива.
Съществуват редица разчетни способи за изчисляване на детонационното налягане. С разработка на такива способи са се занимавали Л. Д. Ландау, К. П. Станюкович и др.
Разработени са също експериментални методи за определяне на налягането на детонация, например, методът с използване на манганинови датчици за налягане.
Налягане на детонация за някои видове ВВ:
- Тротил – 180 kbar (18 000 MPa)
- Тетрил – 205 kbar (20 500 MPa)
- Триаминотринитробензол – 235 kbar (23 500 MPa)
- Етиленгликолдинитрат – 270 kbar (27 000 MPa)